# جهاز وي موشن بلس
جهاز وي موشن بلس (Wiiモーションプラス) هو جهاز توسيع لجهاز وي ريموت، وهو وحدة تحكم اللعب الرئيسية لوحدة وي. يتيح هذا الجهاز تفسير حركات أكثر تعقيدًا مما يمكن لوحدة التحكم وي ريموت فعله بمفردها. كل من وحدة وي وخلفيتها وي يو، تدعمان اكسسوار وي موشن بلس في الألعاب.
تم إصدار الإكسسوار لأول مرة في يونيو 2009. تم إصدار نسخة لاحقة من وحدة تحكم وي ريموت، وهي وحدة تحكم وي ريموت بلس، بتقنية وي موشن بلس المدمجة.

## تاريخ
تم الإعلان عن وحدة وي موشن بلس من قبل نينتندو في بيان صحفي في 14 يوليو 2008،  وكشف عنها في اليوم التالي في مؤتمر صحفي في قمة إي3 لوسائل الإعلام والأعمال. تم إصدارها في يونيو 2009. في 3 مايو 2010، أعلنت نينتندو أنه اعتبارًا من 9 مايو 2010، ستضمن الشركة لعبتها وي سبورتس ريزورت وجهاز تحكم موشن بلس مع وحدات التحكم الجديدة دون زيادة في السعر.

### التطوير
تم تطوير وحدة وي موشن بلس بواسطة نينتندو بالتعاون مع شركة أي لايف لأدوات تطوير الألعاب. الاستشعار المستخدم هو إنفينسينس IDG-600 أو IDG-650 في الوحدات اللاحقة، والتي تم تصميمها وفقًا لمواصفات نينتندو؛ بمجال ديناميكي عالي، وتحمل صدمات ميكانيكية عالية، ومقاومة للحرارة والرطوبة، وحجم فيزيائي صغير.
تمت فكرة وحدة وي موشن بلس بعد اكتمال تصميم وحدة التحكم الأولية وي ريموت، لتلبية الطلب المتزايد من المطورين لاستشعار حركة أكثر قدرة، ولكن لم يتم الإعلان عنها إلا بعد أن تمكن الاستشعار من الشراء بكميات كافية بسعر معقول. في نقاش دائري مع المطورين خلال مؤتمر إي3 2008، ناقش منتج لعبة وي سبورتس ريزورت كاتسويا إيغوتشي التأثير المحتمل لوحدة وي موشن بلس على السوق الحالية لـ وي، مشيرًا إلى أن نينتندو كانت تدرس ما إذا كانت إمكانية موشن بلس ستُضمَّن في وحدة التحكم وي ريموت في المستقبل، أو ستظل "كإرفاق نستخدمه فقط لبعض البرمجيات." اختارت نينتندو في النهاية الخيار الأول بإصدار وحدة وي ريموت بلس في نهاية عام 2010.

### الألوان والتشكيلات
من يونيو إلى أغسطس 2009، نظم نادي نينتندو في اليابان مسابقة حيث سيتم إدخال أعضائه الذين يشترون ويسجلون نسخة من لعبة وي سبورتس ريزورت في قرعة للفوز بوحدة تحكم وي موشن بلس بلون السماء ضمن 5,000 مجموعة تحكم زرقاء. في نوفمبر 2009، تم إصدار وحدة وي موشن بلس سوداء لتزامنها مع إصدار جهاز وي الأسود. تم أيضًا إصدار حزم تحتوي على وحدة تحكم وي ريموت سوداء ومرفق موشن بلس. في أمريكا الشمالية، يتم تضمين وحدات التحكم وي ريموت غير البيضاء مع وحدة موشن بلس بلون متناسق مع وحدات التحكم وي ريموت السوداء، ووحدة موشن بلس بيضاء مع غلاف شفاف لوحدات التحكم وي ريموت الزرقاء والوردية. في مؤتمر نينتندو عام 2010، تم الإعلان عن وحدة وي ريموت بلس، التي تدمج وظيفة وحدة موشن بلس في وحدة تحكم وي ريموت بحجمها العادي، حيث يتم إضافة النص المنحني "وي موشن بلس ينسيدي" أسفل شعار وحدة التحكم وي.